# Diocesi di Latina-Terracina-Sezze-Priverno

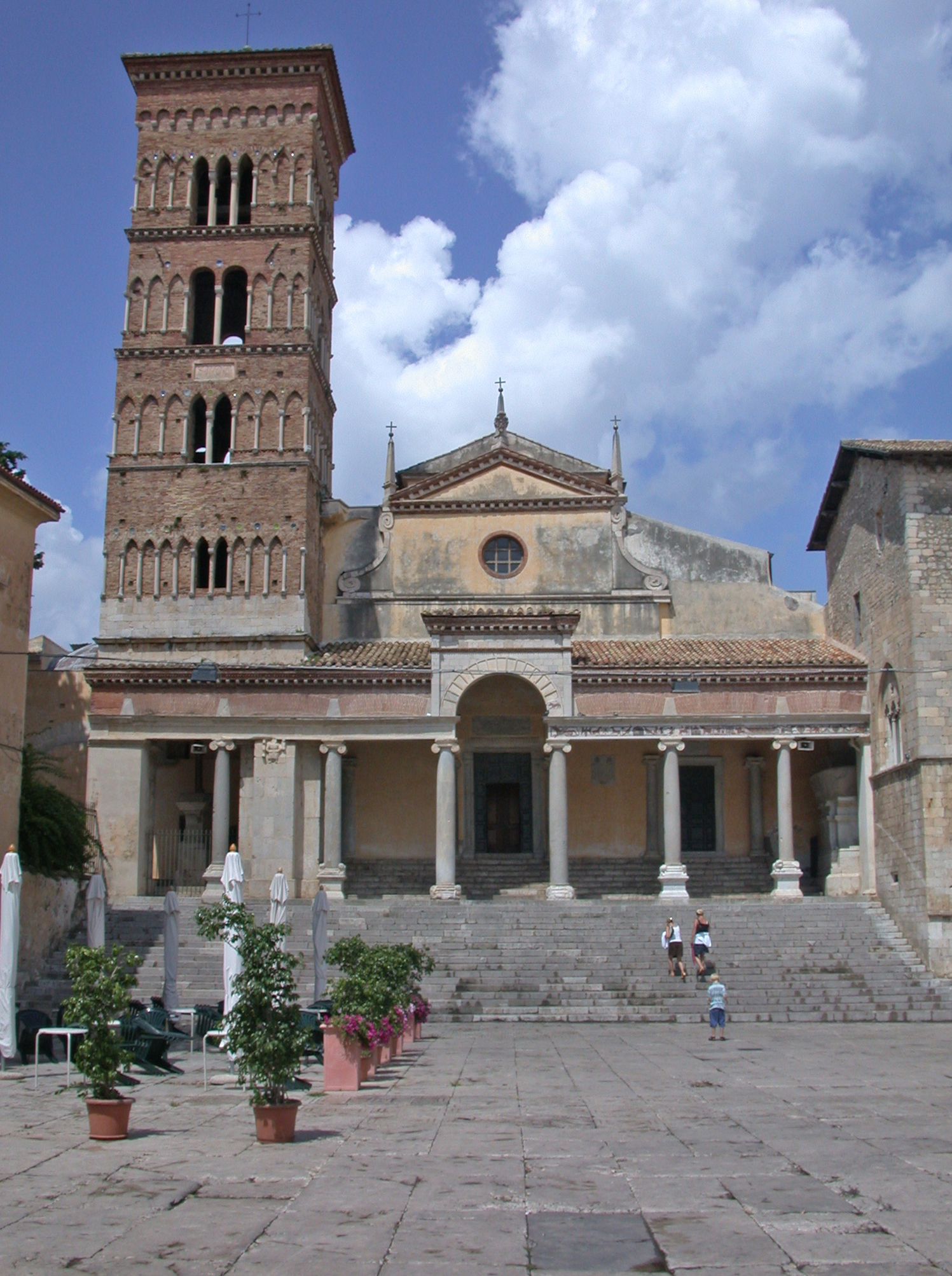
Il duomo di Terracina, concattedrale della diocesi.

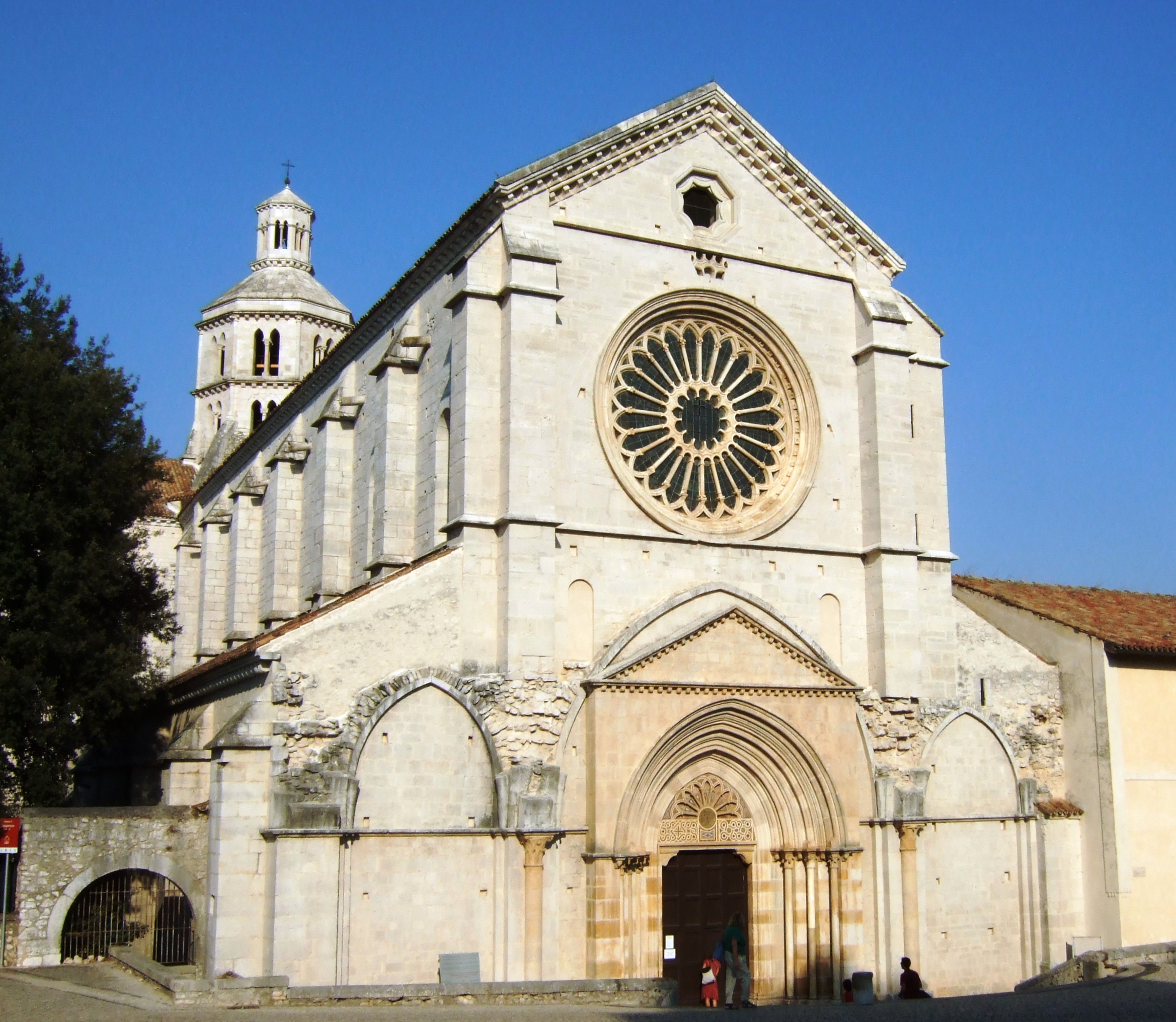
L'abbazia di Fossanova.

La diocesi di Latina-Terracina-Sezze-Priverno (in latino Dioecesis Latinensis-Terracinensis-Setina-Privernensis) è una sede della Chiesa cattolica in Italia immediatamente soggetta alla Santa Sede e appartenente alla regione ecclesiastica Lazio. Nel 2023 contava 321.000 battezzati su 334.000 abitanti. È retta dal vescovo Mariano Crociata.

## Territorio
Il territorio della diocesi è compreso completamente nella provincia di Latina e occupa in prevalenza l'area dell'Agro Pontino e dei Monti Lepini per un totale di 17 comuni. Confina a nord con la sede suburbicaria di Velletri-Segni e la sede suburbicaria di Albano, ad est con la diocesi di Anagni-Alatri e la diocesi di Frosinone-Veroli-Ferentino, a sud-est con l'arcidiocesi di Gaeta.
Sede vescovile è la città di Latina, dove si trova la cattedrale di San Marco. La Curia diocesana, inaugurata nel 2008, si trova alla periferia sud-ovest del capoluogo.
Nel territorio si trovano le tre antiche cattedrali vescovili, ora concattedrali della diocesi: San Cesareo a Terracina, Santa Maria a Sezze e Santa Maria Annunziata a Priverno.

### Parrocchie e foranie
Il territorio si estende su 1.372 km² ed è suddiviso in 81 parrocchie, raggruppate in 5 foranie:
- la forania di Latina comprende la città di Latina e quasi tutti i suoi borghi;
- la forania di Terracina comprende i comuni di Terracina, Sabaudia e San Felice Circeo;
- la forania di Sezze comprende i comuni di Sezze, Bassiano, Sermoneta e Pontinia;[1]
- la forania di Priverno comprende i comuni di Priverno, Maenza, Roccagorga, Roccasecca dei Volsci e Sonnino;[1]
- la forania di Cisterna di Latina comprende i comuni di Cisterna, Cori, Norma e Rocca Massima.

### Santuari diocesani
Sono riconosciuti come santuari diocesani:
- Santissimo Crocifisso a Bassiano
- Madonna del Soccorso a Cori
- Casa del Martirio di Santa Maria Goretti a Borgo Le Ferriere di Latina
- Santissima Annunziata a Norma
- Madonna di Mezzagosto a Priverno
- Santa Maria della Sorresca a Sabaudia
- Madonna delle Grazie a Sonnino
- Madonna della Delibera a Terracina.

## Storia
L'attuale diocesi è frutto dell'unione di tre antiche diocesi: Terracina, attestata a partire dal IV secolo e che assunse il nome di Terracina-Latina nel 1967; Priverno, documentata dall'VIII secolo; e Sezze, i cui primi vescovi noti risalgono all'XI secolo.

### Prima dell'unione (IV-XII secolo)
Terracina
La tradizione attribuisce la fondazione della chiesa di Terracina ad uno dei 72 discepoli ricordati dai Vangeli, Epafrodito, inviato dallo stesso apostolo san Pietro. Altre tradizioni legano la diffusione del cristianesimo nel territorio al passaggio di san Paolo sulla via Appia nel viaggio verso Roma. Le tradizioni agiografiche ricordano, oltre al menzionato Epafrodito, anche i santi Felice e Silvano, e soprattutto san Cesareo, commemorato nel martirologio geronimiano, sulla cui tomba fu eretta una basilica, probabile primitiva cattedrale della diocesi, e dove sono state scoperte tombe cristiane risalenti al III-IV secolo.
Dal punto di vista storico e documentario, la prima attestazione dell'esistenza della diocesi di Terracina risale ai primi decenni del IV secolo con il vescovo Sabino, presente al sinodo romano indetto da papa Milziade nel 313. Agli inizi del VI secolo, secondo la testimonianza raccolta nei Dialoghi da Gregorio Magno, san Benedetto fondò nei pressi di Terracina il monastero di Santo Stefano de Montanis, concesso agli abati di Montecassino da papa Leone IX nel 955. Nel 592, per la morte di Pietro, Agnello vescovo di Formia, impossibilitato a risiedere nella sua città a causa delle devastazioni operate dai Longobardi, fu nominato da Gregorio Magno vescovo di Terracina, mantenendo unite per un certo periodo le due diocesi.
Priverno
Benché la diocesi sia attestata solo dall'VIII secolo, la presenza del cristianesimo a Priverno (nota come Piperno) risale almeno al IV secolo, secondo alcune recenti testimonianze archeologiche. Il primo vescovo documentato storicamente è Bonifacio, che nel 769 partecipò ad un sinodo romano indetto da papa Stefano III; l'ultimo è Giovanni, che il 2 novembre 1036 prese parte ad sinodo celebrato da papa Benedetto IX.
Secondo Cappelletti, la sede di Priverno fu unita a quella di Terracina solo nella seconda metà del XII secolo, fondando la sua ipotesi su una controversia che vide coinvolti la città di Priverno con il vescovo terracinese Ugone (1168-1179). Lo storico francese Louis Duchesne ritiene invece che verso il 1036 la sede vescovile di Priverno fu trasferita a Sezze, a sua volta unita a Terracina nel XII secolo.
In forza di un accordo stabilito nel 1245, l'ex cattedrale di Priverno mantenne un capitolo di canonici e il suo arciprete ebbe il titolo di vicedominus, con particolari prerogative episcopali, sui territori dell'antica diocesi. Questo privilegio fu contestato dai vescovi di Terracina ancora nel XVII secolo.
Nel territorio di Priverno si trova l'abbazia di Fossanova, fondata dai cistercensi nella seconda metà del XII secolo e dove morì nel 1274 Tommaso d'Aquino, patrono di Priverno.
Sezze
La tradizione locale attribuisce all'evangelista san Luca l'evangelizzazione e la fondazione della comunità cristiana setina. Secondo Cappelletti, la diocesi sarebbe già documentata sul finire dell'VIII secolo; tuttavia il primo vescovo noto è Stefano presente al sinodo romano convocato da papa Benedetto IX nel 1036.
I successivi vescovi di Sezze sono noti grazie alla Legenda sancti Lidani abbatis. Il primo è Pollidio, che nel 1046 concesse al monaco Lidano d'Antena il permesso di edificare un monastero nei pressi di Sezze; segue Drusino, che alla morte del santo nel 1118 traslò i suoi resti nella cattedrale di Sezze e ne incentivò il culto; infine Giovanni, che verso la metà del XII secolo redasse parte della Legenda.

### Dopo l'unione (XIII-XIX secolo)
Nel corso del XII secolo le tre sedi di Terracina, Priverno e Sezze furono unite sotto l'unico vescovado di Terracina. Non si conosce l'epoca esatta di tale unione, ma è pervenuta fino ai nostri giorni la bolla Hortatur nos del 17 gennaio 1217, con la quale papa Onorio III confermava l'unione delle tre diocesi stabilita dai suoi predecessori. La bolla menziona ben sette pontefici, da Alessandro II (1061-1073) a Innocenzo III (1198-1216): si presume che all'epoca di Alessandro II la sede di Priverno fosse già unita con Terracina e che al tempo di Innocenzo III anche Sezze avesse subito la medesima sorte.
La bolla Hortatur nos confermò l'immediata soggezione di Terracina alla Santa Sede e soprattutto riporta l'elenco dei borghi (rocchis atque castellis) che appartenevano alle diocesi di Priverno e Sezze: Somnino, Rocca Sicca, Rocca Angurga e Magentia per Priverno; Asprano, Treve, Aquapuzza, Sarmineto e Bassiano per Sezze. Questo territorio rimarrà inalterato fino all'epoca fascista, restando incerti i confini occidentali della diocesi terracinese per la presenza dell'agro pontino, paludoso e praticamente disabitato, che renderà difficile, ma anche inutile, la definizione dei limiti con la confinante sede di Velletri.
Nel XVI secolo le incursioni dei corsari barbareschi e soprattutto le frequenti infezioni malariche provocarono un vero collasso demografico nella comunità terracinese, che arrivò a contare nel 1572 poco più di duecento abitanti. A partire da quest'epoca, i vescovi di Terracina iniziarono a risiedere sempre più stabilmente lontano dalla città episcopale, soprattutto a Sezze, dove il vescovo Cesare Ventimiglia (1615-1645) restaurò il palazzo vescovile e vi istituì il seminario diocesano; a Sezze furono trasferiti anche i resti di san Lidano con il vescovo Fabrizio Perugini nel 1606. «A Luca Cardino (1582-1594) si deve la prima relatio ad limina (1590), eccezionalmente redatta in volgare; la celebrazione dei sinodi nei principali centri della diocesi (il primo a Priverno nel 1606) conferma tuttavia la difficoltà a fissare una sede.»
Il trasferimento di fatto della sede vescovile a Sezze, provocò la reazione del clero e soprattutto del capitolo della cattedrale di Terracina, che agli inizi del Settecento chiese alla Santa Sede di ribadire la preminenza della cattedrale di Terracina su quella di Sezze; contestualmente gli abitanti e il clero di Sezze fecero ricorso alla Sacra Rota, perché venisse confermata la cattedralità della loro chiesa, non subordinata a quella di Terracina.
Queste incomprensioni e difficoltà tra Terracina e Sezze portò all'intervento di papa Benedetto XIII che intervenne nella disputa con ben quattro bolle, allargando il discorso anche alla diocesi di Priverno. Il 29 aprile 1725 con la bolla Romanus pontifex il pontefice ribadì la cattedralità della chiesa di Sezze, onore che mai la città perse, né prima né dopo la bolla di Onorio III; ingiunse ai vescovi di Terracina di aggiungere al proprio titolo quello di Sezze; e confermò l'unione fra le due sedi stabilita come aeque principaliter. Questa unione fu confermata con la bolla Regis pacifici del 16 luglio 1725.
Anche per la sede di Priverno furono stabilite da Benedetto XIII le medesime prerogative e la stessa tipologia di unione con la bolla Super universas del 10 settembre 1725.
Infine l'unione aeque principaliter delle tre sedi fu definitivamente confermata da Benedetto XIII con la bolla Sacrosancta Romana Ecclesia del 9 dicembre 1726.
Gli inizi dell'Ottocento furono caratterizzati dalla ripresa economica e sociale di Terracina, grazie alle prime opere di bonifica dell'agro pontino portate avanti dai pontefici; ma anche dalla diffusione del brigantaggio, «protagonista di efferate violenze, come l'assalto al collegio ecclesiastico di Terracina (1821) in cui il brigante Massaroni tentò di rapire lo stesso vescovo».
Nel 1885 le tre diocesi comprendevano 23 parrocchie in totale, così distribuite:
- 6 parrocchie nella diocesi di Terracina, nei comuni di Terracina, San Felice Circeo e Sermoneta;
- 10 parrocchie nella diocesi di Priverno, nei comuni di Priverno, Maenza, Roccagorga, Roccasecca dei Volsci e Sonnino;
- 7 parrocchie nella diocesi di Sezze, nei comuni di Sezze e Bassiano.

### L'odierna diocesi
Con la bonifica dell'agro pontino attuata negli anni trenta, si crearono nuovi territori dove si insediarono migliaia di coloni, molti dei quali provenienti dal Triveneto, e sorsero nuove città quali Littoria, Sabaudia e Pontinia. Questo pose un duplice problema ai vescovi delle diocesi di Velletri e di Terracina, Sezze e Priverno, da cui dipendevano i nuovi territori: la cura pastorale delle popolazioni trasferite nell'agro pontino e la definizione esatta dei confini diocesani. Solo per Pontinia non ci furono problemi di giurisdizione, essendo la città sorta su un territorio sottratto al comune e alla parrocchia della cattedrale di Sezze.
Nel dopoguerra, la Congregazione concistoriale stabilì che i confini tra i comuni di Latina e di Sabaudia fossero anche quelli tra le diocesi di Velletri e di Terracina, Sezze e Priverno; questo portò ad uno scambio di territori fra le diocesi coinvolte con decreto del 19 marzo 1950.
Nel 1957 il vescovo Emilio Pizzoni fece richiesta alla Santa Sede di riunire le curie vescovili delle tre diocesi, cui provvide, il 25 luglio di quell'anno, il decreto Ad spirituale della Congregazione Concistoriale, che stabilì anche la nomina di un unico vicario generale. Lo stesso anno la Santa Sede decise anche una lieve modifica territoriale, con il passaggio della località Frasso (comune di Sonnino) dalla diocesi di Priverno a quella di Terracina.
Il 12 settembre 1967 i territori della provincia di Latina che facevano parte della sede di Velletri (e cioè: Latina, Cisterna di Latina, Cori, Norma e Rocca Massima), furono annessi alla diocesi di Terracina. che assunse contestualmente il nome di Terracina-Latina. A partire da questa data i vescovi della diocesi posero, di fatto, la loro sede a Latina, città più grande e più importante di Terracina.
Il 30 settembre 1986, con il decreto Instantibus votis della Congregazione per i vescovi, le tre sedi di Terracina-Latina, Priverno e Sezze, che erano unite aeque principaliter, sono state unite con la formula plena unione; la diocesi ha assunto il nome attuale e la sede vescovile è stata traslata ufficialmente a Latina. La chiesa latinense di San Marco è divenuta la nuova cattedrale della diocesi, mentre le precedenti cattedrali di Santa Maria Annunziata di Sezze, di Santa Maria di Priverno e di San Cesareo di Terracina hanno assunto il rango di concattedrali della diocesi.
Nel 1991 furono ridefiniti i confini con la sede suburbicaria di Albano, alla quale la diocesi di Latina-Terracina-Sezze-Priverno ha ceduto una parrocchia del comune di Aprilia acquisendone quattro facenti parte del comune di Latina.
Nel 2008 è stata inaugurata la nuova curia diocesana alla periferia sud di Latina.
Nel 2024 le parrocchie sono state raccolte in 16 "Unità di collaborazione tra parrocchie" (UCP).

## Cronotassi dei vescovi
Si omettono i periodi di sede vacante non superiori ai 2 anni o non storicamente accertati.

### Vescovi di Priverno
- Bonifacio † (menzionato nel 769)
- Eleuterio † (menzionato nell'826)
- Maio † (menzionato nell'853)
- Martino † (menzionato nell'861)
- Benedetto † (menzionato nel 993)[31]
- Pietro † (prima del 1012 - dopo il 1024)[31]
- Giovanni † (menzionato nel 1036)[31]

### Vescovi di Sezze
- Stefano † (menzionato nel 1036)[32]
- Pollidio † (menzionato nel 1046)[32]
- Drusino † (menzionato nel 1118)[32]
- Alessandro ? † (menzionato nel 1122)[33]
- Giovanni † (menzionato nel 1150 circa)
- Landone ? † (prima del 1178 - 29 settembre 1179 eletto antipapa con il nome di Innocenzo III)[34]

### Vescovi di Terracina
- Sabino † (menzionato nel 313)[35]
- Anonimo † (IV secolo)[35]
- Martirio † (prima del 495 - dopo il 502)[35]
- Pietro I † (prima del 591 - 592 deceduto)[35]
- Agnello I † (novembre 592 - dopo il 598)[35]
- Felice † (menzionato nel 649)
- Agnello II † (menzionato nel 680)
- Giordano † (menzionato nell'853)
- Giovanni I † (menzionato nell'861)
- Leone † (menzionato nell'879)
- Sabbatino † (prima del 963 - dopo il 964)[36]
- Benedetto I † (menzionato nel 969)[36]
- Giovanni II † (prima del 986 - dopo il 994)[36]
- Adeodato † (menzionato nel 1015)[36]
- Giovanni III † (prima del 1028 - dopo il 1036)[36]
- Teodaldo † (menzionato nel 1042)[36]
- Giovanni IV † (prima del 1052 - dopo il 1059)[36]
- Ambrogio † (prima del 1064 - dopo il 1071)[36]
- Pietro II † (prima del 1092 - dopo il 1093/1095)[36]
- Benedetto II † (prima del 1098 - dopo il 1105)[36]
- Gregorio I, O.S.B. † (prima del 1112 - dopo il 1126)[36]
- Tommaso † (menzionato nel 1159)
- Berardo Berardi † (menzionato nel 1166)
- Ugone † (prima del 1168 - dopo il 1179)
- Tedelgario (o Filegario) † (prima del 1195 - dopo il 1199)
- Simeone † (prima del 1203 - 17 gennaio 1217 confermato vescovo di Terracina, Sezze e Priverno)

### Vescovi di Terracina, Sezze e Priverno
- Simeone † (17 gennaio 1217 - dopo il 1224)
- Gregorio II † (prima del 1227 - dopo il 1238)
- Docibile † (menzionato nel 1248)
- Pietro III † (prima del 1257 - dopo il 1259)
- Francesco Canis, O.F.M. † (28 agosto 1263 - dopo il 1268 ?)
- Francesco † (prima del 1273 - 8 aprile 1295 nominato vescovo di Avellino)
- Teobaldo, O.F.M. † (8 aprile 1295 - 13 febbraio 1296 nominato vescovo di Assisi)
- Alberto † (13 febbraio 1296 - 3 giugno 1300 nominato arcivescovo di Capua)
- Giovanni V † (giugno 1300 - ? deceduto)
- Andrea † (20 aprile 1319 -? deceduto)
- Sergio Peronti † (21 maggio 1326 - 1348 deceduto)
- Pietro IV † (5 novembre 1348 - 1352 deceduto)
- Giacomo da Perugia, O.E.S.A. † (18 aprile 1352 -? deceduto)
- Giovanni Ferreri da Sora, O.F.M. † (23 dicembre 1362 -? deceduto)
- Stefano Armandi † (18 maggio 1369 - 1381 ? deposto)
- Ruggero † (? deceduto)
- Nicola Corradi Pocciarelli[37] † (25 maggio 1390 - 18 agosto 1402 nominato vescovo di Segni)
- Marino Merula † (18 settembre 1402 - 14 maggio 1404 nominato vescovo di Gaeta)
- Antonio † (12 luglio 1404 - 1411 deposto)
- Antonio da Zagarolo, O.F.M. † (9 marzo 1411 - 20 maggio 1422 nominato vescovo di Gaeta)
- Andrea Gacci † (20 maggio 1422 - 1425 deceduto)
- Giovanni de Normannis † (21 maggio 1425 - 15 ottobre 1427 nominato vescovo di Gaeta)
- Nicola de Aspra † (15 ottobre 1427 - 1445 deceduto)
- Alessandro Trani † (1445 - 1448 deceduto)
- Alessandro Caietano † (15 gennaio 1449 - 1455 deceduto)
- Francesco de Benedictis † (15 dicembre 1455 - 1458 deceduto)
- Corrado de Marcellinis † (6 ottobre 1458 - 1490 deceduto)
- Francesco Rosa † (3 marzo 1490 - 1500 deceduto)
- Giovanni de Galves † (18 dicembre 1500 - 8 agosto 1507 deceduto)
  - Oliviero Carafa † (20 agosto 1507 - 13 maggio 1510 dimesso) (amministratore apostolico)
- Zaccaria de Moris † (13 maggio 1510 - dopo il 1515 deceduto)
- Andrea Cybo † (20 aprile 1517 - 1522 ? deceduto)
- Giovanni de Copis † (29 ottobre 1522 - 15 agosto 1527 deceduto)
- Antonio Bonsius † (3 gennaio 1528 - 1533 deceduto)
- Cinzio Filonardi † (7 novembre 1533 - novembre 1534 deceduto)
- Alessandro Argoli † (13 novembre 1534 - 1540 deceduto)
- Ottaviano Maria Sforza † (24 novembre 1540[38] - 1545 deceduto)
- Ottaviano Raverta † (27 novembre 1545 - 1562 deceduto)
- Francesco Beltramini † (21 giugno 1564 - 1575 deceduto)
- Beltramino Beltramini † (5 dicembre 1575 - 8 maggio 1582 deceduto)
- Luca Cardino † (20 agosto 1582 - 14 ottobre 1594 deceduto)
- Fabrizio Perugini † (24 aprile 1595 - gennaio 1608 deceduto)
- Pomponio de Magistris † (28 gennaio 1608 - 1614 deceduto)
- Cesare Ventimiglia † (12 gennaio 1615 - 23 dicembre 1645 deceduto)
- Alessandro Tassi † (25 giugno 1646 - 21 novembre 1647 deceduto)
- Francesco Maria Ghislieri † (1º febbraio 1649 - 1º settembre 1664 nominato vescovo di Imola)
- Pompeo Angelotti † (15 dicembre 1664 - 2 marzo 1667 deceduto)
- Ercole Domenico Monanni † (22 agosto 1667 - giugno 1710 deceduto)
- Bernardo Maria Conti, O.S.B. † (1º dicembre 1710 - 3 giugno 1720 dimesso)
- Giovanni Battista Conventati, C.O. † (3 luglio 1720 - 27 novembre 1726 dimesso)
- Gioacchino Maria Oldo, O.Carm. † (9 dicembre 1726 - 3 novembre 1749 deceduto)
- Callisto Maria Palombella † (1º dicembre 1749 - 3 maggio 1758 deceduto)
- Francesco Alessandro Odoardi † (11 settembre 1758 - 18 gennaio 1775 deceduto)
- Benedetto Pucilli † (29 maggio 1775 - 7 aprile 1786 deceduto)
- Angelo Antonio Anselmi † (18 dicembre 1786 - 26 marzo 1792 nominato vescovo di San Severino)
  - Sede vacante (1792-1800)
- Michele Argelati † (11 agosto 1800 - 22 marzo 1805 deceduto)
- Francesco Antonio Mondelli † (23 settembre 1805 - 26 settembre 1814 nominato vescovo di Città di Castello)
- Francesco Saverio Pereira † (15 marzo 1815 - 2 ottobre 1818 nominato vescovo di Rieti)
- Francesco Albertini † (29 marzo 1819 - 24 novembre 1819 deceduto)
- Carlo Cavalieri Manassi † (21 febbraio 1820 - 19 agosto 1826 deceduto)
- Luigi Frezza † (2 ottobre 1826 - 15 dicembre 1828 nominato arcivescovo titolare di Calcedonia)
  - Sede vacante (1828-1834)
- Bernardino Panzacchi † (20 gennaio 1834 - 24 dicembre 1834 deceduto)
- Guglielmo Aretini-Sillani † (6 aprile 1835 - 4 dicembre 1853 dimesso)
- Nicola Bedini † (19 dicembre 1853 - 25 settembre 1862 dimesso)
- Bernardino Trionfetti, O.F.M.Obs. † (25 settembre 1862 - 23 febbraio 1880 dimesso[39])
- Flaviano Simoneschi † (27 febbraio 1880 - 2 luglio 1883 dimesso[40])
- Tommaso Mesmer † (9 agosto 1883 - 12 dicembre 1892 deceduto)
- Paolo Emilio Bergamaschi † (12 giugno 1893 - 19 giugno 1899 nominato vescovo di Troia)
- Domenico Ambrosi † (18 settembre 1899 - 17 agosto 1921 deceduto)
- Salvatore Baccarini, C.R. † (7 marzo 1922 - 30 giugno 1930 nominato arcivescovo di Capua)
- Pio Leonardo Navarra, O.F.M.Conv. † (29 gennaio 1932 - 2 febbraio 1951 dimesso[41])
- Emilio Pizzoni † (27 marzo 1951 - 6 settembre 1966 nominato vescovo ausiliare di Udine[42])

### Vescovi di Terracina-Latina, Priverno e Sezze
- Arrigo Pintonello † (12 settembre 1967 - 25 giugno 1971 dimesso)
- Enrico Romolo Compagnone, O.C.D. † (9 marzo 1972 - 22 dicembre 1983 ritirato)
- Domenico Pecile † (22 dicembre 1983 - 30 settembre 1986 nominato vescovo di Latina-Terracina-Sezze-Priverno)

### Vescovi di Latina-Terracina-Sezze-Priverno
- Domenico Pecile † (30 settembre 1986 - 27 giugno 1998 ritirato)
- Giuseppe Petrocchi (27 giugno 1998 - 8 giugno 2013 nominato arcivescovo dell'Aquila)
- Mariano Crociata, dal 19 novembre 2013

## Persone legate alla diocesi

### Santi patroni
Sono riconosciuti come patroni della diocesi:
- San Marco evangelista, patrono di Latina e titolare della cattedrale
- San Cesario di Terracina, patrono di Terracina
- San Lidano d'Antena, patrono di Sezze
- San Tommaso d'Aquino, patrono di Priverno
- Santa Maria Goretti, patrona di Latina e dell'Agro pontino
- San Carlo da Sezze, patrono di Sezze
- San Tommaso da Cori, religioso

### Santi, venerabili e servi di Dio
Santi, venerabili e servi di Dio originari della diocesi:
- Servo di Dio Pietro Marcellino Corradini
- Servo di Dio Francesco da Cisterna
- Venerabile Caterina Savelli
- Venerabile Bonifacio da Sezze

### Vescovi e sacerdoti
- Giovanni Checchinato
- Francesco Lambiasi
- Cesare Boschin
- Andrea Santoro
- Velasio De Paolis
- Felice Accrocca

## Istituzioni culturali diocesane
Sono presenti in diocesi le seguenti istituzioni culturali:
- la scuola di teologia "Paolo VI" a Latina
- l'archivio storico "Urbano II" a Terracina
- la biblioteca "San Carlo da Sezze" a Latina
- il museo d'arte sacra, con sede a Sezze e a Sermoneta.

## Statistiche
La diocesi nel 2023 su una popolazione di 334.000 persone contava 321.000 battezzati, corrispondenti al 96,1% degli abitanti.
| anno | popolazione | popolazione | popolazione | presbiteri | presbiteri | presbiteri | presbiteri                | diaconi | religiosi | religiosi | parrocchie |
| anno | battezzati  | totale      | %           | numero     | secolari   | regolari   | battezzati per presbitero | diaconi | uomini    | donne     | parrocchie |
| ---- | ----------- | ----------- | ----------- | ---------- | ---------- | ---------- | ------------------------- | ------- | --------- | --------- | ---------- |
| 1950 | 109.800     | 110.000     | 99,8        | 92         | 60         | 32         | 1.193                     |         | 39        | 135       | 32         |
| 1966 | 105.750     | 106.000     | 99,8        | 88         | 47         | 41         | 1.201                     |         | 43        | 195       | 33         |
| 1980 | 254.010     | 257.350     | 98,7        | 146        | 89         | 57         | 1.739                     |         | 61        | 289       | 81         |
| 1990 | 275.000     | 290.000     | 94,8        | 146        | 86         | 60         | 1.883                     | 1       | 64        | 281       | 84         |
| 1999 | 282.717     | 297.597     | 95,0        | 163        | 93         | 70         | 1.734                     | 3       | 75        | 285       | 87         |
| 2000 | 283.820     | 298.758     | 95,0        | 160        | 90         | 70         | 1.773                     | 3       | 75        | 285       | 87         |
| 2001 | 285.607     | 300.639     | 95,0        | 153        | 83         | 70         | 1.866                     | 7       | 76        | 284       | 87         |
| 2002 | 288.278     | 303.451     | 95,0        | 148        | 83         | 65         | 1.947                     | 7       | 71        | 250       | 87         |
| 2003 | 298.397     | 304.487     | 98,0        | 156        | 91         | 65         | 1.912                     | 5       | 69        | 270       | 87         |
| 2004 | 299.380     | 305.490     | 98,0        | 151        | 86         | 65         | 1.982                     | 5       | 69        | 280       | 87         |
| 2013 | 310.778     | 317.120     | 98,0        | 141        | 81         | 60         | 2.204                     | 16      | 63        | 149       | 87         |
| 2016 | 323.214     | 336.474     | 96,1        | 128        | 75         | 53         | 2.525                     | 21      | 56        | 146       | 87         |
| 2019 | 321.570     | 334.730     | 96,1        | 135        | 81         | 54         | 2.382                     | 24      | 55        | 109       | 87         |
| 2021 | 317.800     | 330.660     | 96,1        | 130        | 80         | 50         | 2.444                     | 22      | 51        | 113       | 83         |
| 2023 | 321.000     | 334.000     | 96,1        | 131        | 81         | 50         | 2.450                     | 33      | 51        | 113       | 81         |